# Арахнофобія (фільм, 1990)
«Арахнофобія» (англ. Arachnophobia; інші назви — «В павутині страху», «Боязнь павуків») — американський чорнокомедійний фільм жахів 1990 року режисера Френка Маршалла. Виконавчий продюсер — Стівен Спілберг. Кінострічка є режисерським дебютом Френка Маршалла та першим фільмом, що вийшов на Hollywood Pictures — на той момент новому підрозділі студії Волта Діснея.

## Сюжет
«Ми хотіли, щоб це було страшно, але не надто жахливо. … Ми намагалися зробити це як подорож на американських гірках для глядачів. Це лякає, але в куме́дний спосіб»
— Френк Маршалл
У Венесуелі британський ентомолог Джеймс Атертон знаходить на дні долини в джунглях реліктовий вид павуків. Особливість спійманих особин у тому, що вони не мають статевих органів, а отже належать до якоїсь спеціалізованої касти колоніальних павуків. Плідний самець того ж виду пробирається в рюкзак і потім кусає американського фотографа природи Джеррі Менлі, який помирає від отрути. Вчений відправляє тіло Менлі до його рідного міста Канайма, Каліфорнія, не підозрюючи, що павук заповз у труну.
Тіло Менлі прибуває до моргу похоронного майстра Ірва Кендалла. Там виявляється, що воно перетворилося на мумію. Павук виривається з труни, його підхоплює ворона, і він кусає птаха. Ворона падає мертвою біля сараю Росса Дженнінгса, сімейного лікаря. Росс переїхав із Сан-Франциско, щоб замінити міського лікаря Сема Меткалфа, котрий іде на пенсію. Росс і його син мають арахнофобію.
Сем передумує виходити на пенсію. Тим часом венесуельський павук спаровується з самицею хатнього павука на горищі сараю Дженнінгів. У результаті на світ з'являються численні павуки-трутні, котрі розповзаються околицями. Дружина Росса фотографує їхню павутину та наполягає чоловікові, що він повинен побороти свій страх, який походить із дитинства. При спробі вилізти на горище Росс ледь не падає з драбини, панікує і виявляє вбиту павуками мишу. Це тільки посилює його страх.
Росс планує облаштувати у підвалі винницю, але стурбований поганими дошками на стелі. Він вважає, що їх погризли терміти. Викликаний дезінсектор не знаходить жодних термітів. Потім Сем зауважує, що з міста зникли цвіркуни.
Перша пацієнтка Росса в місті, Маргарет Голлінз, помирає після укусу одного з нових павуків, і він сумнівається, що це був інфаркт — діагноз, який поставив Меткалф. Інший павук убиває старшокласника Тодда Міллера під час гри в регбі. Це стається одразу після того, як Росс провів плановий медогляд команди. Це завдає удару по репутації лікаря, йому дають прізвисько «Лікар Смерть». Наступною жертвою стає сам Меткалф, якого кусають і він помирає на очах у своєї дружини, яка не може його врятувати.
Зі смертю Меткалфа Росс стає міським лікарем Канайми. Зрозумівши, що Меткалфа вкусив павук, Росс підозрює, що місто може бути заражене смертоносними павуками.
Росс телефонує Атертону і просить його допомогти в розслідуванні. Скептично налаштований ентомолог надсилає свого асистента Кріса Коллінза. Росс і коронер округу Мілт Бріггс наказують ексгумувати Маргарет і Міллера. Вони проводять розтин, і Кріс підтверджує підозри Росса, виявивши сліди укусів. Росс і Кріс ловлять двох павуків (ще одного знаходять вже мертвим) у будинку Меткалфа наступного дня. Коли Кріс згадує про новий вид, відкритий Атертоном, Росс розуміє, що павуки-вбивці у місті та відкриття Атертона пов'язані між собою.
Атертон приєднується до Росса, Кріса, Мілта, шерифа Ллойда Парсонса та дезінсектора Делберта МакКлінтока. Вони виявляють, що павуки мають короткий термін життя внаслідок гібридизації. Атертон каже їм, що спіймані павуки — це солдати, послані для усунення потенційних загроз для самця, «генерала», який очолює колонію. Він дізнається, що «генерал» створив друге гніздо, охоронюване королевою, яке могло б дати більш плідне потомство, що призвело б до поширення виду по всьому світу.
Росс, Кріс та Делберт з'ясовують, що одне гніздо розташоване в сараї Росса. Коли він руйнує гніздо, Делберт знаходить Атертона мертвим. Він намагався зловити «генерала» і його вкусив самець, який потім утік. Кріс виводить родину Дженнінгсів з їхнього будинку, але Росс провалюється крізь погану підлогу в свою винницю в друге гніздо павуків, яке охороняють і королева, і «генерал».
Вбивши королеву струмом, Росс намагається спалити кокон, який охороняє «генерал», долаючи свій страх перед павуками. Застрягши в уламках дошок, коли «генерал» готується вкусити його, Росс кидає павука у підпалений алкоголь. Однак, павук вистрибує з вогню саме тоді, коли з кокона вилуплюються малі павучки. Росс стріляє в палаючого «генерала» з цвяхозабивного пістолета. Павук падає на кокон і вони згорають. Делберт рятує Росса з підвалу.
Без «генерала» та королеви солдати невдовзі вмирають. Родина Дженнінгсів повертається до Сан-Франциско. Коли вони святкують безпечне повернення додому, стається слабкий землетрус, який вони вважають невеликою проблемою, порівняно з інвазійними павуками.

## У ролях

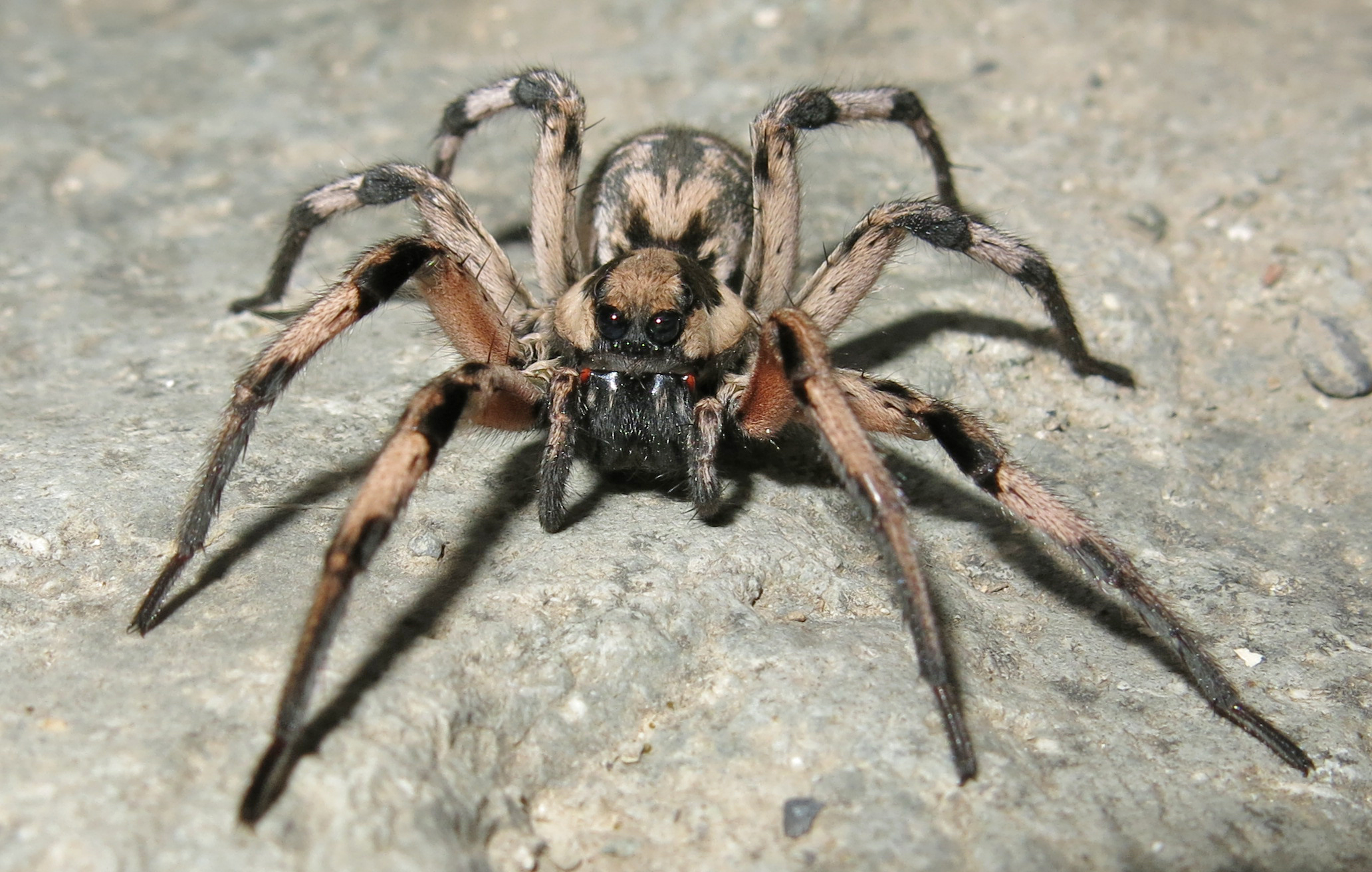
Тарантул

- Джефф Деніелс — доктор Росс Дженнінгс
- Гарлі Джейн Козак — Моллі Дженнінгс
- Джон Гудмен — Дельберт МакКлінток
- Джуліан Сендс — доктор Джеймс Атертон
- Браян МакНамара[en] — Кріс Коллінз
- Джеймс Генді[en] — Мілт Бріґс
- Пітер Джейсон — Генрі Бічвуд
- Генрі Джонс (актор)[en] — доктор Сем Меткалф
- Марк Л. Тейлор[en] — Джеррі Манлі
- Стюарт Панкін[en] — шериф Ллойд Парсонс
- Бренді Норвуд — Бренді

## Навколо фільму

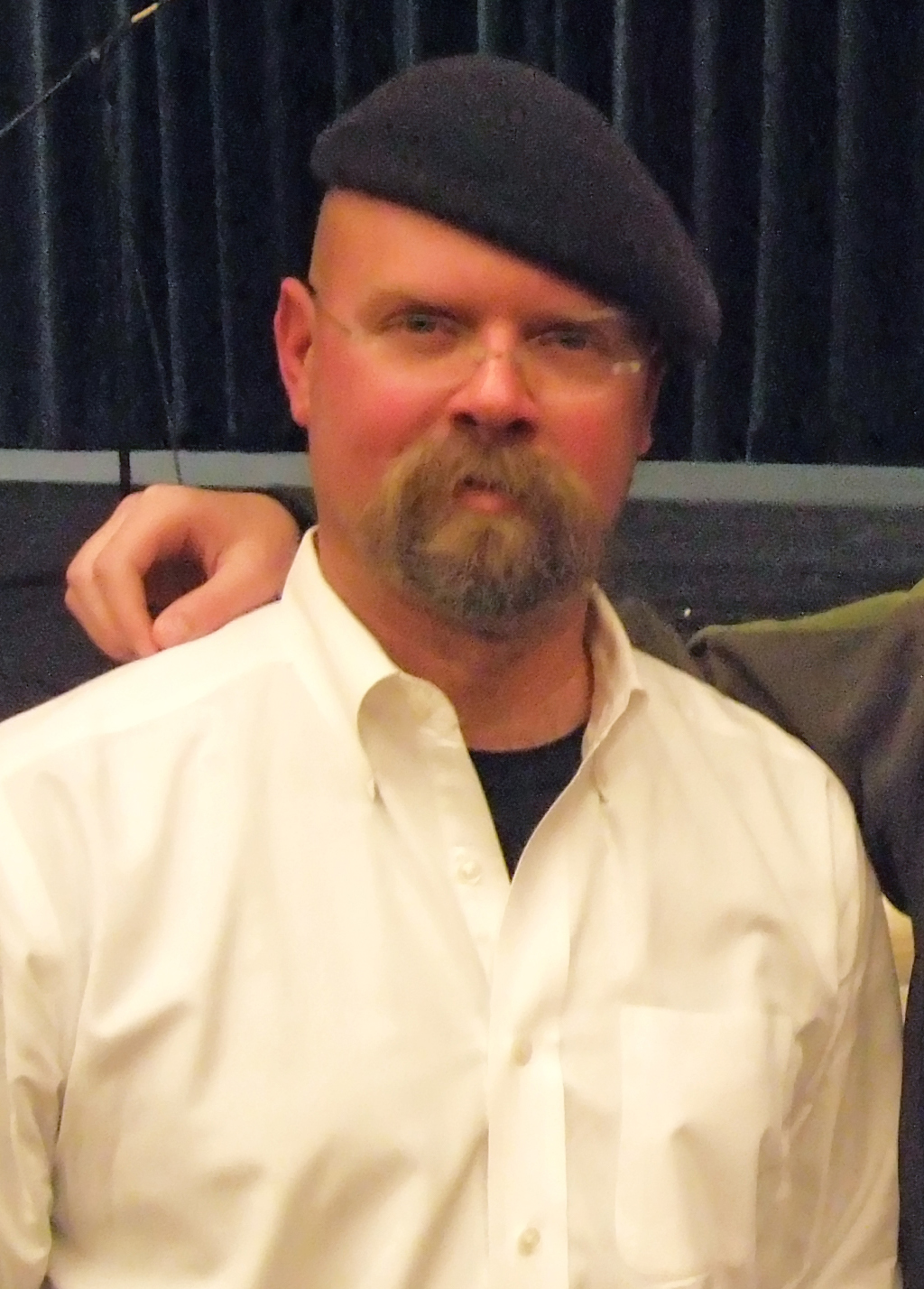
Джеймі Гайнеман

- Колоніальна поведінка нетипова для павуків, але її демонструють деякі види. Проте, на відміну від фільму, в них немає поділу на касти.

- Початок фільму був знятий у Національному парку Канайма, в південно-східній частині Венесуели, що межує з Бразилією і Гаяною. Там міститься найвищий водоспад у світі — водоспад Анхель. Канайма — це ім'я духу помсти гаянських індіанців.

- Протягом усього виробництва фільму його творці приділяли велику увагу до безпеки павуків та інших тварин. Наприклад, для епізоду, коли Дельберт МакКлінток (Джон Гудмен) обприскує павука інсектицидом, а потім розчавлює його своїм черевиком, він одягнув спеціальний черевик, у підошві якого була видовбана порожнина вистелена поролоном для захисту павука. У наступному дублі вже звичайний черевик наступав на штучного павука і розчавлював його. Потім дублі різали та монтували. Замість інсектициду використовувалася звичайна вода.[2]
- Маршалл мав досвід роботи з тваринами у фільмах про Індіана Джонса, але тварин можна дресувати, а павуки роблять те, що хочуть. «Потрібно багато терпіння. Потрібно продовжувати знімати знову і знову, поки вони випадково не дадуть вам те, що ви хочете».[1]
- Гігантський «павук», що був використаний у фільмі, був видом тарантула, що харчується птахами, який може досягти розмаху ніг 20 см і більше. Френк Маршалл назвав павука Великим Бобом, на його спині намалювали фіолетові смужки й додали протез живота, щоб надати йому більшої маси й зробити страшнішим.[1] Крім цього Великий Боб мав механічного 35-ти сантиметрового дублера, якого виготовив американський фахівець зі спецефектів, ведучий телепередачі «Руйнівники міфів» — Джеймі Гайнеман.
- Знімання сцени кульмінаційного поєдинку в винному погребі, в якій Джефф Деніелс палить павуків вогнем, кидає в Великого Боба пляшками з вином, тривали два тижні по 13-годин на день. В цей час інших акторів уже відправили додому.

## Нагороди
- 1991 Премія «Сатурн» Академії наукової фантастики, фентезі та фільмів жахів (США):
  - за найкращий фільм жахів
  - найкращому акторові року — Джефф Деніелс

## Сприйняття
Фільм «Арахнофобія» має рейтинг 93 % на основі 44 відгуків на Rotten Tomatoes, із середньою оцінкою 7/10. Критичний консенсус вебсайту говорить: «„Арахнофобія“ може не викликати справжніх дрижаків, але це приязна, добротна данина класичним голлівудським істотам». На Metacritic фільм має оцінку 67 на основі 22 відгуків, що свідчить про «загалом схвальні» відгуки.